# Saavedra (kommun)
Saavedra är en kommun i Chile.   Den ligger i provinsen Provincia de Cautín och regionen Región de la Araucanía, i den södra delen av landet, 600 km söder om huvudstaden Santiago de Chile. Saavedra ligger vid sjön Lago del Budi.
I omgivningarna runt Saavedra växer i huvudsak blandskog. Runt Saavedra är det ganska glesbefolkat, med 23 invånare per kvadratkilometer.